# 강한별 (1988년)
강한별(1988년 6월 10일 ~ )은 대한민국의 배우이다.

## 출연 작품

### 드라마
- (2013년) MBC 드라마넷 《댄싱9》
- (2018년) tvN 월화 드라마 《멈추고 싶은 순간 : 어바웃 타임》
- (2019년) tvN 월화 드라마 《왕이 된 남자》
- (2021년) tvN 월화 드라마 《마이 네임》
- (2021년) 쿠팡플레이 《마이 네임》
- (2021년) 미정 《없는영화》

### 영화
- (2023년) 《인에비터블》 ... A MAN 역
- (2023년) 《외계+인 1부》 ... 출동경찰 역
- (2023년) 《범죄도시 3》 ... 요트 통역 야쿠자 역